# Cantonul Nice-1
Cantonul Nice-1 este un canton din arondismentul Nice, departamentul Alpes-Maritimes, regiunea Provence-Alpes-Côte d'Azur, Franța.